# Alma (Palestyna)
Alma (arab. ‏عَلْما‎) – nieistniejąca już arabska wieś, która była położona w Dystrykcie Safedu w Mandacie Palestyny. Wyludniona i zniszczona podczas I wojny izraelsko-arabskiej, po ataku Sił Obronnych Izraela w dniu 30 października 1948.

## Położenie
Alma leżała w Górnej Galilei, w odległości 4 km na południe od granicy z Libanem i 10 km na północ od miasta Safed. Według danych z 1945 do wsi należały ziemie o powierzchni 1949,8 ha. We wsi mieszkało wówczas 950 osób.
| Własność gruntów | Powierzchnia gruntów [ha] |
| ---------------- | ------------------------- |
| Arabowie         | 1 724                     |
| Żydzi            | 0                         |
| publiczne        | 225,8                     |
| Razem            | 1 949,8                   |

| Rodzaj użytkowanych gruntów | hektary |
| --------------------------- | ------- |
| uprawy oliwek               | 75      |
| uprawy nawadniane           | 98,3    |
| uprawy zbóż                 | 747,5   |
| nieużytki                   | 1 089,3 |
| zabudowane                  | 14,7    |

## Historia
W czasach krzyżowców wieś nosiła nazwę Alme. Żydowski podróżnik Beniamin z Tudeli opisał w XII wieku wieś Alma, pisząc, że mieszkało w niej 50 Żydów. W owym czasie był tutaj duży cmentarz żydowski. W 1523 włoski podróżnik napisał, że we wsi Alma mieszkało 15 rodzin żydowskich. We wsi znajdowała się jedna synagoga. W 1596 we wsi znajdowało się 288 muzułmańskich gospodarstw domowych i 7 żydowskich gospodarstw. Mieszkańcy utrzymywali się z upraw pszenicy, jęczmienia, oliwek, winogron, oraz hodowli kóz i uli.
W okresie panowania Brytyjczyków Alma była średniej wielkości wsią.
Podczas wojny domowej w Mandacie Palestyny w rejonie wioski Alma stacjonował oddział Arabskiej Armii Wyzwoleńczej. Podczas I wojny izraelsko-arabskiej w październiku 1948 Izraelczycy przeprowadzili operację „Hiram”. 30 października Alma została zajęta przez izraelskich żołnierzy. Następnie wieś została wysiedlona, a wszystkie domy wyburzono.

## Miejsce obecnie
W rejonie wioski Alma utworzono w 1949 moszaw Alma.
Palestyński historyk Walid Chalidi, tak opisał pozostałości wioski Alma:

Teren jest ogrodzony i zawiera gruz dawnych domów, porośnięty trawami. Nadal stoi jeden kamienny mur z drzwiami i dwoma oknami. Teren jest obsadzony drzewami owocowymi przez izraelskich rolników.